# Bom Sucesso (telenovela)
Bom Sucesso è una telenovela brasiliana creata da Rosane Svartman e Paulo Halm, prodotta TV Globo, che l'ha trasmessa per la prima volta dal 29 luglio 2019 al 24 gennaio 2020.

## Trama
Paloma (Grazi Massafera) è una sarta che ha cresciuto da sola i suoi tre figli: Alice (Bruna Inocencio), Gabriela (Giovanna Coimbra) e Peter (João Bravo). Paloma crea i costumi per Unidos de Bom Sucesso, una scuola di samba. Il suo mondo si capovolge quando riceve i risultati errati del test che confermano che le restano solo sei mesi di vita, il che le fa fare tutto ciò che non ha mai avuto il coraggio di fare, compreso andare a letto con uno sconosciuto, Marcos (Rômulo Estrela), che cade innamorato di lei. Dopo aver scoperto di aver ricevuto i risultati sbagliati del test, Paloma decide di incontrare l'uomo che ha sei mesi di vita e incontra Alberto (Antônio Fagundes), un milionario che non ha mai apprezzato la sua famiglia. Nonostante le personalità opposte, i due stringono un'amicizia che li porta in un viaggio di scoperta: lei attraverso i libri e lui attraverso i piaceri della vita e le sensazioni del sonno, compreso il rivivere un amore del passato con Vera (Ângela Vieira).

## Interpreti e personaggi
| Attore/Attrice           | Personaggio                                     |
| ------------------------ | ----------------------------------------------- |
| Grazi Massafera          | Paloma da Silva                                 |
| Antônio Fagundes         | Alberto Prado Monteiro                          |
| Rômulo Estrela           | Marcos Prado Monteiro                           |
| David Junior             | Ramon Madeira                                   |
| Armando Babaioff         | Diogo Cabral                                    |
| Fabiula Nascimento       | Mariana Prado Monteiro (Nana)                   |
| Lúcio Mauro Filho        | Mário Viana                                     |
| Ingrid Guimarães         | Silvana Nolasco / Felismina Maria Bezerra Leite |
| Ângela Vieira            | Vera Werneck                                    |
| Sheron Menezzes          | Gisele Cavalcante                               |
| Helena Fernandes         | Eugênia Fialho Machado                          |
| Eduardo Galvão           | Dr. Roger Machado                               |
| Gabriel Contente         | Vicente Fialho Machado                          |
| Giovanna Coimbra         | Gabriela da Silva Rodrigues                     |
| Bruna Inocencio          | Alice da Silva Madeira                          |
| Igor Fernandez           | Luan Dias                                       |
| Lucas Leto               | Wagner dos Santos (Waguinho)                    |
| Anderson Müller          | Antônio Carlos da Silva (Tonho)                 |
| Carla Cristina Cardoso   | Lucimeire dos Santos (Lulu)                     |
| Diego Montez             | Willian Carneiro                                |
| Rafael Infante           | Pablo Sanches                                   |
| Marcelo Mello Jr.        | Yuri Lima                                       |
| Gabriela Moreyra         | Prof. Francisca Vieira                          |
| Mariana Molina           | Evelyn das Neves / Irene Adler                  |
| Arthur Sales             | Felipe Aguiar                                   |
| Yasmin Gomlevsky         | Thaíssa Antunes                                 |
| Felipe Haiut             | Jefferson Sandeiro (Jeff)                       |
| Antônio Carlos Bernardes | Leonel Madeira (Léo)                            |
| Bruna Aiiso              | Toshi Noshimura                                 |
| Stella Freitas           | Terezinha Soares                                |
| Romeu Evaristo           | Fabrício Soares                                 |
| Alexandra Martins        | Enf. Leila Castilho                             |
| Jorge Lucas              | Dr. Mauri Madureira                             |
| Elam Lima                | José Carlos (Zeca)                              |
| Thaís Garayp             | Bezinha                                         |
| Lana Guelero             | Glória Diniz                                    |
| Ju Colombo               | Elomar Travassos                                |
| Patrícia Costa           | Esther                                          |
| Guti Fraga               | Père Paulo                                      |
| Nathalia Altenbernd      | Jeniffer de Oliveira                            |
| Gabrielle Joie           | Michelly Almeida                                |
| Caio Cabral              | Patrick Araújo                                  |
| Marcelo Flores           | Batista                                         |
| Shirley Cruz             | Gláucia Trajano                                 |
| Rafael Oliveira          | Jeremias Lima                                   |
| Ícaro Amado              | Pedro Santos                                    |
| Felipe Coutinho          | José Bial                                       |
| David Reis               | Henrique                                        |
| Rosana Dias              | Cláudia                                         |
| Alessandro Moussa        | Marcondes                                       |
| Mariana Alves            | Lorena                                          |
| João Bravo               | Peter da Silva Rodrigues                        |
| Valentina Vieira         | Sofia Prado Monteiro Abranches                  |